# Uška
Uška (auricula) ne priliježe potpuno uz glavu. Između uške i glave nalazi se cefaloaurikalni kut. Ušku zbog njezinog karakterističnog reljefa nazivamo i ušna školjka. Osnovu reljefa oblikuje hrskavica uške obložena kožom. Duž ruba uške nalazi se helix, na kojemu se može nalaziti i kvržica tubericulum auriculae. Drugi nabor nalazi se paralelno s heliksom, s njegove unutarnje strane i naziva se anthelix. Između tih nabora nalazimo brazdu - scapha.
Anthelix se na gornjem dijelu dijeli na dva kraka: crura anthelici. Između njih se nalazi udubina - concha auriculae. Na prednjem dijelu uške je izbočina tragus, a iza tragusa druga izbočina antitragus. Između njih nalazi se incisura intertragica, a između tragusa i heliksa nalazi se incisura anterior. Na donjem kraju uške vidi se duplikatura kože koja se naziva resica uške (lobulus auriculae).